# Cantó d'Espaliu
El cantó d'Espaliu és un cantó francès del departament de l'Avairon, situat al districte de Rodez. Té sis municipis i el cap cantonal és Espalion.

## Municipis
- Bessuèjols
- Castèlnòu de Mandalhas
- Lo Cairòl
- Espaliu
- Las Sots
- Sant Cosme

## Història
| Data d'elecció                           | Identitat      | Partit        | Qualitat |
| ---------------------------------------- | -------------- | ------------- | -------- |
| 1988-                                    | Simone Anglade | Divers droite |          |
| les dades anteriors no són pas conegudes |                |               |          |
|                                          |                |               |          |

## Demografia
| 1962  | 1968  | 1975  | 1982  | 1990  | 1999  | 2006  |
| ----- | ----- | ----- | ----- | ----- | ----- | ----- |
| 6.070 | 6.730 | 7.158 | 7.388 | 7.219 | 6.978 | 7.273 |